# Johny Schleck
Johny Schleck (ur. 22 listopada 1942 w Assel) – były luksemburski kolarz szosowy. Ojciec Andy’ego Schlecka i Fränka Schlecka.
Od 1965 roku występował w zawodowym peletonie w barwach francuskiej ekipy Pelforth – Sauvage – Lejeune. W 1969 r. przeniósł się do Bic, gdzie 5 lat później zakończył karierę.
Ukończył siedmiokrotnie Tour de France, dwukrotnie będąc w drużynie zwycięzcy. W 1968 r. pomagał Janowi Janssenowi, a w 1973 Luisowi Ocañie w zdobyciu maillot jaune. Sam dwukrotnie ukończył Wielką Pętlę w pierwszej dwudziestce – w 1967 zajął 20. miejsce, a trzy lata później finiszował na 19. pozycji.
Podczas Vuelta a España w 1970 r. wygrał 12. etap wyścigu.
Karierę zakończył w 1974 roku.